# Voigtstedt
Voigtstedt ([ˈfoːktʃtɛt]) ist ein Ortsteil der Stadt und Landgemeinde Artern im thüringischen Kyffhäuserkreis.

## Lage
Die Bundesstraße 86 und die Bahntrasse von Artern nach Sangerhausen sowie die Bundesautobahn 71 führen durch die Gemarkung der ehemaligen Gemeinde an der kleinen Helme, einem Nebenarm der Helme. Umgeben ist das Becken um Artern im Norden vom Harz, im Westen vom Kyffhäuser und im Osten vom Ziegelrodaer Forst. Dadurch ist dieses Land eine der wärmsten und trockensten Gegenden in Thüringen.

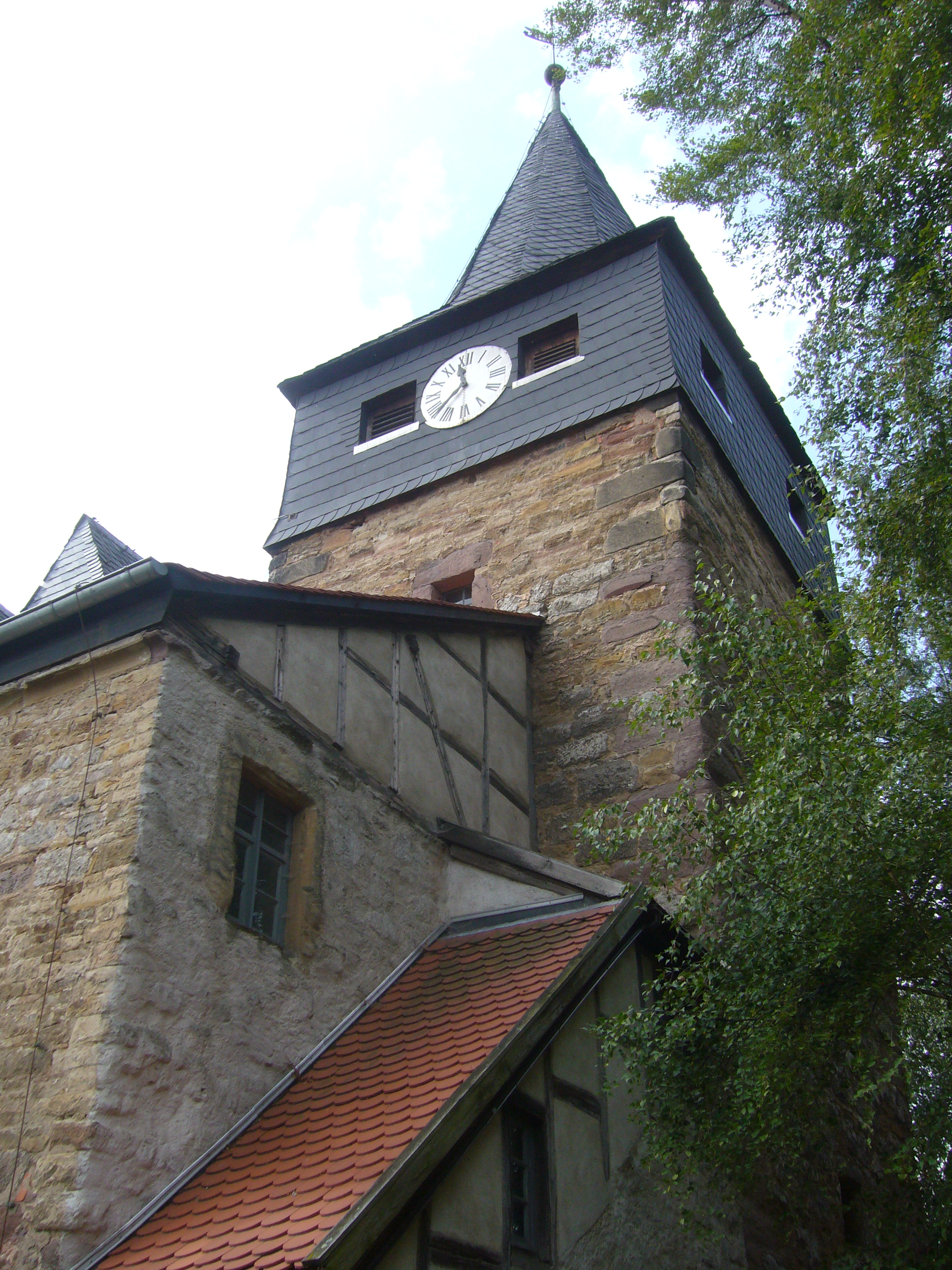
St.-Marien-Kirche in Voigtstedt

## Geschichte
Zu Beginn des 9. Jahrhunderts wird Voigstedt in einem Verzeichnis der Güter des vom Erzbischof Lullus († 786) von Mainz erbauten Klosters Hersfeld als Vocstat urkundlich erwähnt. Auf einer kleinen Insel der Helme stand die ehemalige Wasserburg an der Nordostecke des Dorfes. Ein Heinrich von Vokstete wurde 1200 genannt, der wahrscheinlich Herr der Burg war. 1208 nannte man ein Schloss. Reste von diesen Baulichkeiten sind nicht vorhanden. Zeitweise befanden sich bis zu sechs Rittergüter im Ort, u. a. das Amtsgut, das Schloßgut, der Hinterturm, der Wechsunger Hof und Kresses Hof. Der Ort war auch Sitz eines herrschaftlichen Amtes zu dem die Dörfer Voigtstedt, Nikolausrieth, Katharinenrieth und Schönfeld gehörten. Die adlige Familie Knaut hatte hier von 1453 bis 1554 einen Hof inne, der noch bis ins 19. Jahrhundert Knauthof hieß.
Während des Zweiten Weltkrieges mussten 57 Frauen und Männer vorwiegend aus Russland, der Ukraine und Polen Zwangsarbeit verrichten.
Am 1. Januar wurden die Gemeinde Voigtstedt mit der Stadt Artern/Unstrut und der Gemeinde Heygendorf zur neuen Stadt und Landgemeinde Artern zusammengeschlossem. Die Gemeinde Voigtstedt gehörte der Verwaltungsgemeinschaft Mittelzentrum Artern an.

## Einwohnerentwicklung
Entwicklung der Einwohnerzahl (31. Dezember):
| - 1994: 1183 - 1995: 1172 - 1996: 1169 - 1997: 1141 - 1998: 1133 - 1999: 1104 | - 2000: 1085 - 2001: 1064 - 2002: 1068 - 2003: 1063 - 2004: 1049 - 2005: 1040 | - 2006: 1031 - 2007: 1016 - 2008: 0993 - 2009: 0969 - 2010: 0958 - 2011: 0926 | - 2012: 918 - 2013: 911 - 2014: 874 - 2015: 856 - 2016: 880 - 2017: 877 |

Datenquelle: Thüringer Landesamt für Statistik

## Verkehr
Der Ort hat einen Haltepunkt an der Bahnstrecke Sangerhausen–Erfurt.

## Sehenswürdigkeiten
- Im Norden von Voigtstedt gab es die Ziegelei Louisenwerk mit einer nahegelegenen Tongrube. Diese Tongrube wurde berühmt für ihre Funde fossiler Carnivoren-Reste aus dem Pleistozän. Voigtstedt-Interglazial heißt eine Periode der Erdgeschichte in der Elster-Kaltzeit vor 400.000 bis 320.000 Jahren. Bis in diesen Teil hinter dem Harz sind die Eismassen der Gletscher gekommen. Am Gletscherrand haben Winde den Löß und Ton der Goldenen Aue aufgehäuft, Fossilien konserviert von Bison, Biber, Hyäne, Süd-Elefant und vielen anderen Tieren. Es folgte die Mindel-Kaltzeit.
- Die Kirche steht unter Denkmalschutz.
- Bei Voigtstedt wurde bereits 1878/79 ein Gräberfeld aus der Römischen Kaiserzeit entdeckt.

## Persönlichkeiten
In Voigtstedt geboren wurde:
- Richard Lorenz (1858–1915), deutschamerikanischer Landschafts-, Tier- und Genremaler
- Karl Wagner (1891–1965), Kommunist und Gegner des Nationalsozialismus
- Walter Thräne (1926–1993), Nachrichtendienst-Mitarbeiter, Entführungsopfer und politischer Gefangener